# THE WOOD
THE WOOD（ザ・ウッド）は、日本のロックバンド。NEWSレコードのsouthレーベルに所属していた。

## メンバー
- 楠木勇有行（楠木 恭介）

ボーカル
- 上綱克彦

ボーカル/キーボード/リーダー　
- 石井清登

ボーカル/ギター
- ミッキー・ヤマモト

ボーカル/ベース
- 四ツ田ヨシヒロ

ボーカル/ドラム
- 鈴木明男

ボーカル/サックス/フルート

## 経歴
「柳ジョージ&レイニーウッド」が、1981年12月19日の日本武道館公演を最後に解散したことに伴って、「レイニーウッド」から「THE WOOD」へと改名し誕生した。柳ジョージに代わるボーカリストとして楠木勇有行を迎え入れた。
1982年12月に「CHALLENGER」がオロナミンCのCMソングに採用される。
1983年のワンカップ大関のCM「神々・大地の恵み」篇に、オリジナルのCMソングと共にメンバー全員が弥生人に扮し出演する。
2005年4月23日に「柳ジョージ&レイニーウッド」として24年ぶりにオリジナル・メンバーが集い、一夜限りの復活ライブが行なわれた。

## ディスコグラフィー

### シングル
|     | リリース日    | タイトル                       | レコードNo. |
| --- | ------------- | ------------------------------ | ----------- |
| 1st | 1982年7月21日 | ロンリネス／夜が…              | 7S0010      |
| 2nd | 1983年2月5日  | CHALLENGER〜自由への道／鎮魂歌 | 7S0014      |

### LPレコード
|     | リリース日    | タイトル     | レコードNo. |
| --- | ------------- | ------------ | ----------- |
| 1st | 1982年8月21日 | Once Forever | N25S0011    |
| 2nd | 1983年3月21日 | WALTS        | N28S0015    |

### その他

#### シングル
- Once More Take ａ Chance（詞・村田さち子、曲・上綱克彦、編曲・THE WOOD）（1983年11月30日、ワーナー・パイオニア、L-1642）-　Akiko Wada（和田アキ子） & The Wood名義
  - c/w　Silent Dance（詞・園部和範、曲・楠木恭介、編曲・THE WOOD）